# Marlie Loch
Marlie Loch är en sjö i Storbritannien.   Den ligger i kommunen Perth and Kinross och riksdelen Skottland, i den norra delen av landet, 600 km norr om huvudstaden London. Marlie Loch ligger 99 meter över havet.  Trakten runt Marlie Loch består till största delen av jordbruksmark.